# ロームルス
ロームルス（Romulus、紀元前771年 - 紀元前717年7月5日）は、ローマの建国神話に登場するローマの建設者で、伝説上の王政ローマ建国の初代王である。レムスの双子の兄弟。ロムルスとも呼ばれる。
ラテン人貴族の子としてアルバ・ロンガに生まれ、大叔父アムーリウスを倒して祖父ヌミトルをアルバ王に復位させるなど、様々な冒険を経てローマを建国した。最初の国王として元老院や軍団（レギオー）、七つの丘の城壁など古代ローマの根幹となる概念を整備した。
また勇敢な王として他のラテン都市やサビーニー都市を征服して国を豊かにしたが、同時に強権的な王として元老院とは対立したという。

## 伝承

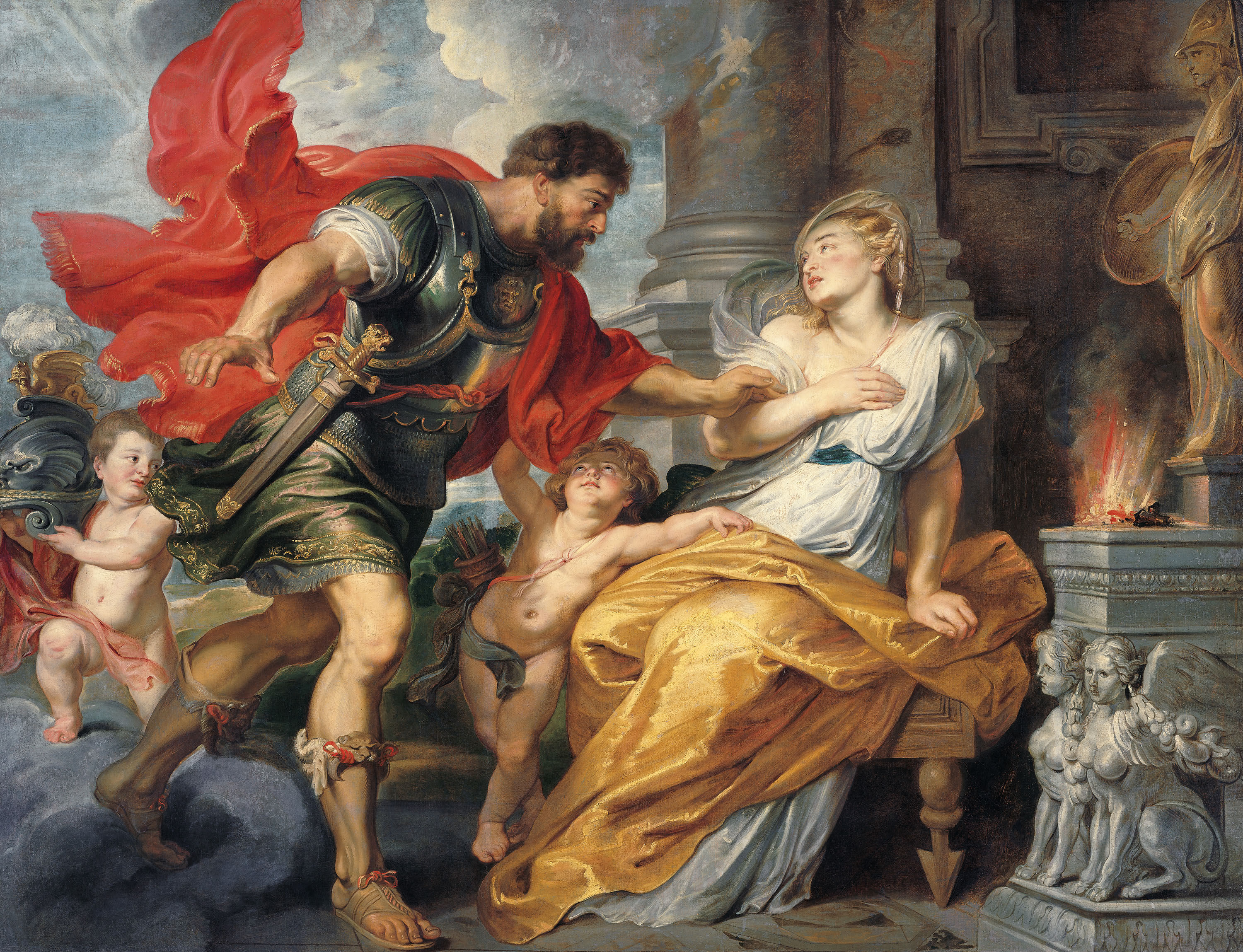
マールスとレア・シルウィア（ルーベンス画）

ロームルス王と王弟レムスの伝承は多くの場合、史実というよりは何らかの背景を持って伝承された神話と考えられている（ローマ神話）。記述者によって細かい部分が異なるが、基本は同じ内容になっている。

### アルバ王家の内紛
プルータルコスによれば、古代ギリシア人との戦いで滅んだトロイアの末裔アエネーアースと、ラテン人の女王ラウィーニアとの間に生まれたシルウィウス王の末裔によって代々ラティウムは治められていた。彼らはシルウィウス王の異母兄弟アスカニウスが築いた都市アルバ・ロンガに王宮を持っていた事からアルバ王と呼ばれていた。
シルウィウス王から11代後のアルバ王プロカが亡くなると王位は長子ヌミトルへと引き継がれ、次男アムーリウスは王位の代わりに祖先アエネーアースが持っていたというトロイア王家の財宝を受け継いだ。だが王位を欲したアムーリウスはその財宝を駆使して貴族や軍を味方につけ、兄を追放して王位を奪い取った。
王となったアムーリウスはヌミトルの一人娘で姪であるレア・シルウィアを神殿に命じてウェスタの巫女とした。巫女は神に体を捧げる聖職者である事から婚姻や姦通を許されず、これで兄の血筋を断絶させようと目論んでいたのである。異説ではシルウィアを手篭めにしようとして失敗したとも言われている。
神殿に軟禁されたシルウィアであったが、その美しさを気に入った軍神マールスに見初められる（ヘーラクレースとする伝承もある）。神であれば巫女でも身を捧げても良いと考えたシルウィアは契りを結び、双子の子供ロームルスとレムスを授かる。
アムーリウスはシルウィアの言い分を認めず、王位を継ぎうる双子の子を殺すように兵士に命じる。だが兵士は幼い双子を哀れんで、彼らを籠に入れて密かに川へと流すのだった。

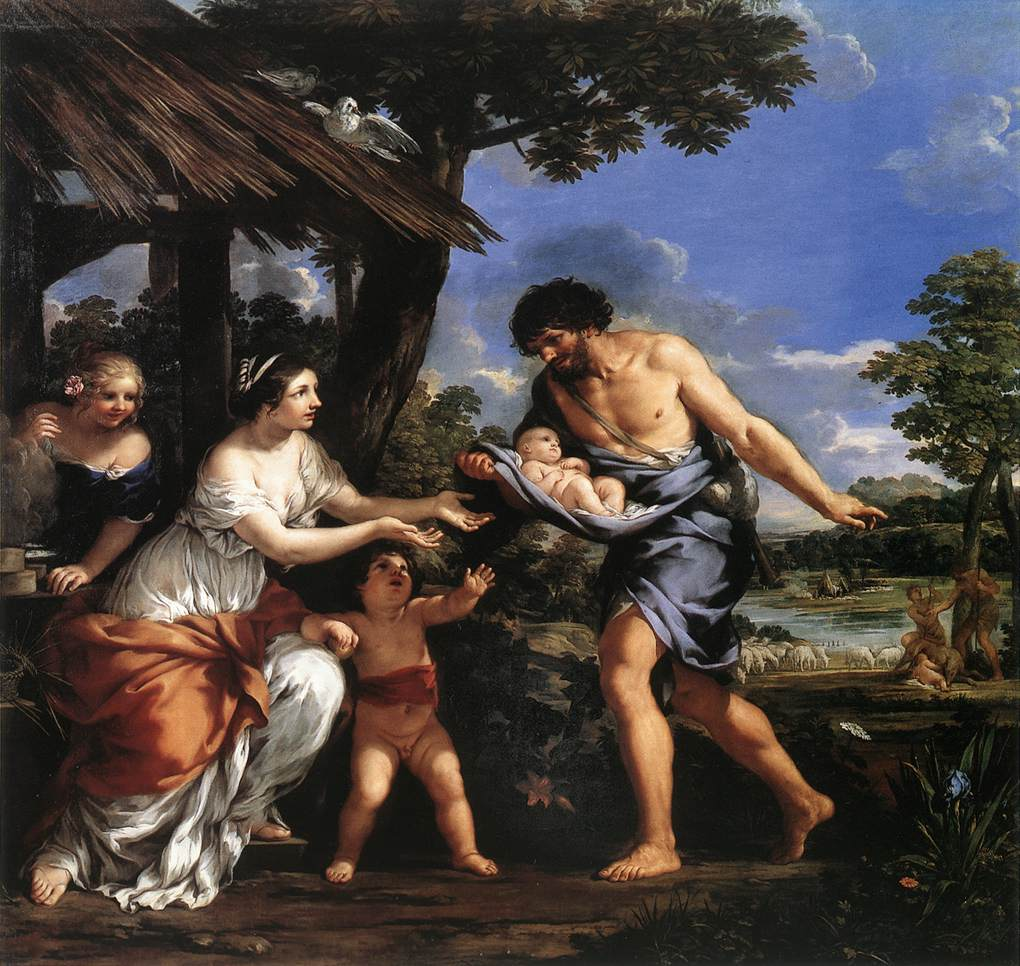
双子を拾うファウストゥルスとアッカ・ラーレンティア（ピエトロ・ダ・コルトーナ画）

### 狼の双子
ティベリス川の精霊ティベリーヌスは川を流れる双子を救い上げ、川の畔に住む雌狼に預ける。やがて羊飼いファウストゥルスが双子を見つけると、妻アッカ・ラーレンティアと相談して引き取ることにした。彼の妻であるアッカ・ラーレンティアの正体は女神ケレースであり、ヘーラクレースからの意向を受けてファウストゥルスの妻となり、双子を拾うように仕向けたという説もある。
このエピソードは双子の印象を決定付けるものであり、狼の乳を吸う双子の像は二人の伝承を示す一般的なものである。

### アルバ戦争

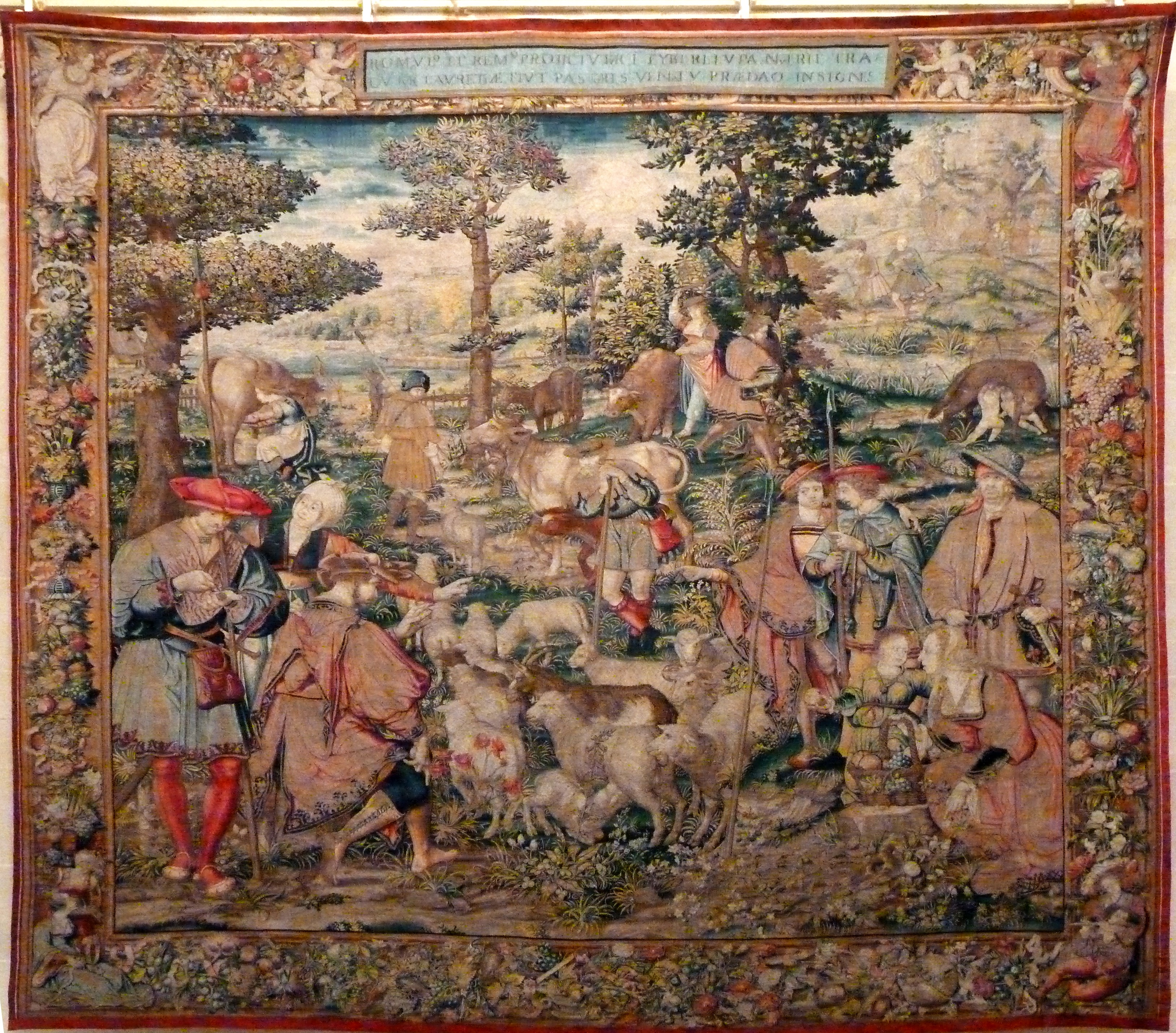
ロームルスと羊飼いたち

神話の全ての版はロームルスが羊飼いとして成長したと伝えている。
ある時、弟レムスがアムーリウス王の配下と諍いを起こし、兵士に捕らえられて宮殿に連れ去られる。その過程でロームルスとレムスは自分たちがアムーリウス王の大甥で、幽閉されている先王ヌミトルの孫である事を知る。ロームルスは弟と祖父を助ける為に剣を取り、アムーリウスと敵対する羊飼いらを率いて王宮へと攻め入った。
激しい戦いの末、アムーリウスは双子の兄弟によって討たれ、囚われていたヌミトルは解放された。ヌミトルは二人の孫に王位を継ぐように勧めたが、彼らは祖父が王位に留まるべきだと述べた。ロームルスは母シルウィアに別れを告げると、自らの王国を興すべくレムスと宮殿を後にした。二人の後には双子をアルバ王と認めた貴族や、彼らの武勇を聞いた兵士達が従っていった。

### レムスとの決闘

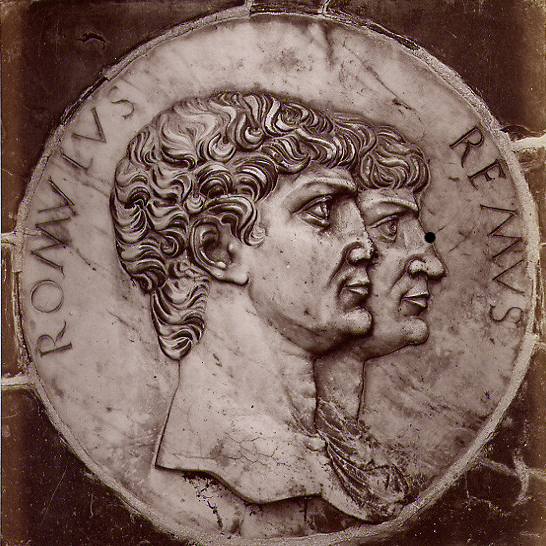
『ロームルスとレムス』（カルロ・ブロギ画）

新しい王国を作り上げるために、双子はどのような土地が相応しいか議論を交わした。レムスはアウェンティヌスの丘に城壁を築くべきだと進言したが、ロームルスはパラティーノの丘が適切であると考えていた。二人は神の啓示で決めようと話し合い、二つの丘にそれぞれ祭壇を用意した。先にレムスの祭壇には神の僕である鷲が6羽舞い降りたが、少し後にロームルスの祭壇には12羽の鷲が舞い降りた。
ロームルスはより多い鷹が使わされた事から啓示は自らに下されたと考え、パラティーノ丘に街の建設を始めた。兵士達は丘の周りに城壁と国境線を兼ねた溝を掘り、住居や農地を切り開いていった。だがレムスは数は少なくとも、先に鷲が舞い降りた自らの方こそ神の啓示を受けたのだと譲らなかった。何時しかロームルスはレムスと口論を重ねる様になり、兄弟仲は非常に悪くなっていった。
そしてある時、レムスは兄に対する侮辱として国境の堀を飛び越えて見せた。後代の歴史家リウィウスによれば弟の挑発にロームルスは激怒し、レムスと決闘を行う事になった。共に武勇で知られる兄弟であったがこの戦いではロームルスの方が勝り、レムスは命を落とした。弟の亡骸を前にしてロームルスは「この壁を越えんとする全ての者に災いを」と祈りを捧げたという。
リウィウスは同時に後世にはもう一つの伝承が残っているとも書き残している。その伝承では壁を乗り越えたレムスを殺めたのはファビウスという将軍であった。ロームルスはファビウスの行動を認めつつも、弟の死を悼んで丁重に埋葬したという。

### ローマ建都
レムス没後、ロームルスは都市を完成させるとその街をローマと名付た。古代ローマ文明にとっての第一歩が踏み出されたのである。
国作りにあたってまずロームルスは配下の軍勢を整備することを決め、3000名の歩兵と300名の騎兵を選抜して彼らにレギオー（ローマ軍団）という名称を与えた。また貴族に関しても100名の大貴族からなる元老院を作り、彼らと意見を交わす事で有力貴族を国王の支配下に収めた。彼らは他の貴族から区別される形で父を意味するパーテルと呼ばれ（この語から後の貴族を意味するパトリキという言葉が生まれる）、王に次ぐ存在として国政に携わった。

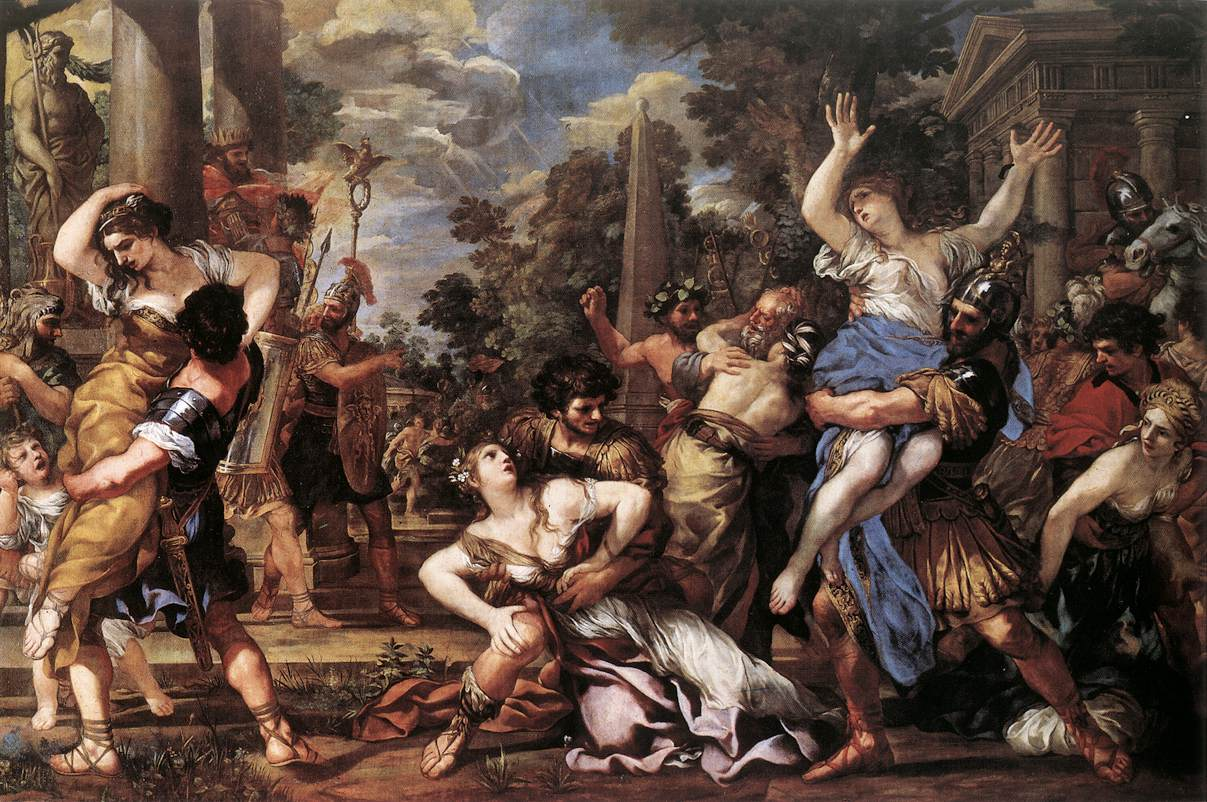
ネプトゥーヌス祭で娘を連れさるローマ人（ピエトロ・ダ・コルトーナ画）

パトルヌスとクリエンテスという、一種の主従契約に基づいた独特の社会階層も形成されていった。
ローマには周辺にある他のラテン人都市から次々と移住者が訪れて、急速に発展していった。ロームルスは人口増加に対応すべく、かつて弟レムスとの諍いの元となったアヴェンティヌスの丘を含めた7つの丘に新しい居住区を築いた（ローマの七丘）。そしてこれらを囲む城壁が建設され、今日のローマ周辺部の基礎が出来上がった。
ロームルスは順調にローマを豊かにしていったが、居住者が男性に偏っている事が悩みの種であった。祖父であるアルバ王ヌミトルに相談すると、ヌミトルはラテン人と縁深いサビーニー人と交流してみてはどうかと提案した。ロームルスは早速ネプトゥーヌスを祭る催しに同じラテン人の国々だけでなく、サビーニーの国々を招待する事にした。
祭りは盛大に行われたがラテン人の力を恐れるサビーニー人たちは申し出を断り、それどころか同じラテン人の国々も新興国ローマを警戒して女性の移民を控えるとした。これに怒ったロームルスは祭りに来ていた国々の娘達を力ずくでローマへと連れ去り、妻を持たぬ男達へと嫁がせる行動を起こした（サビニの女たちの略奪）。

### サビーニー戦争
娘を攫われたラテン人の国々やサビーニー人はローマを非難したが、ロムルスはこれを一蹴した。ローマの蛮行にカエニナ、アンテムナエ、クルスツメリウスというローマと敵対する3つのラテン人・サビーニー人の国が挙兵して、ローマ最初の大規模な対外戦争が勃発した。

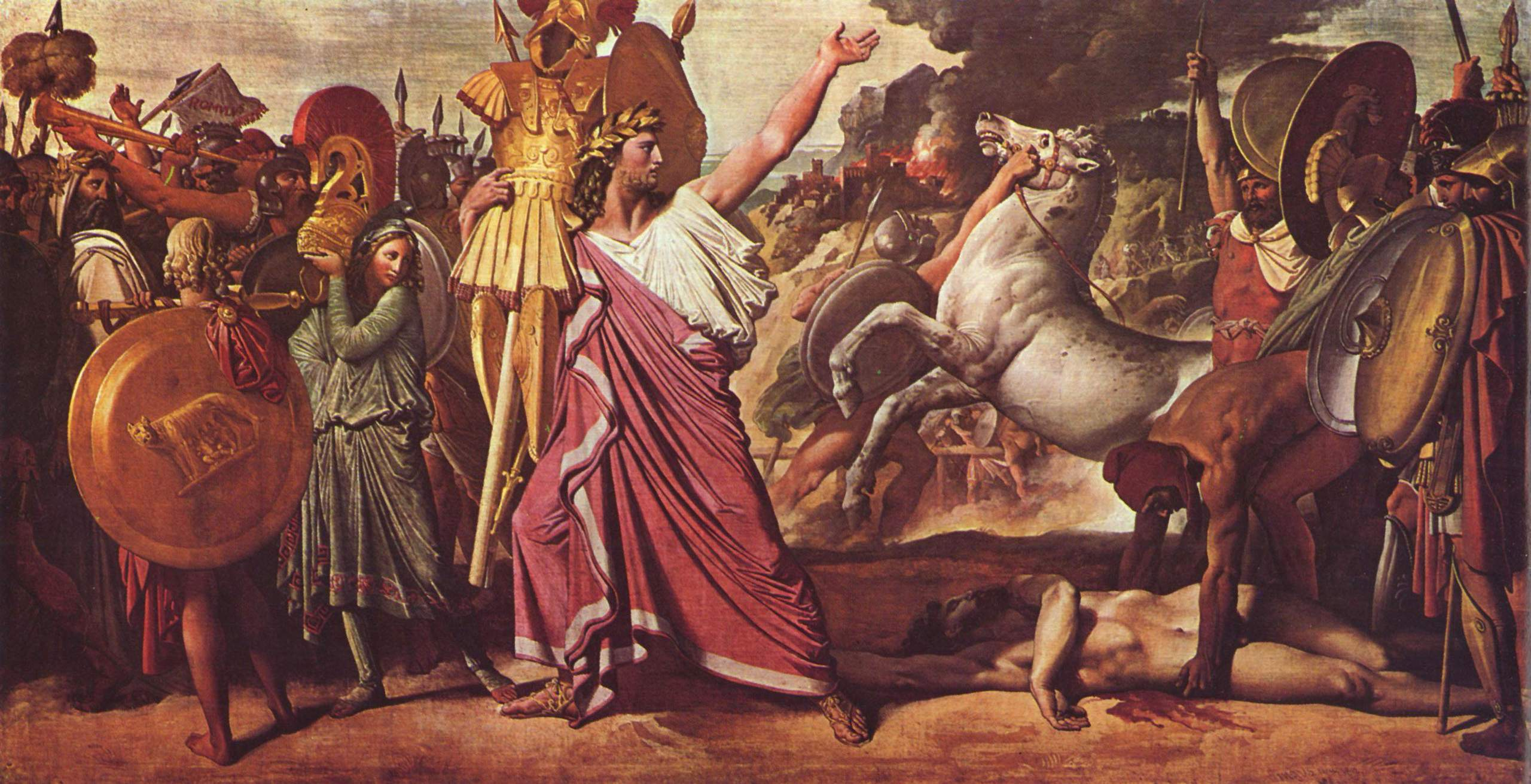
カエニナ王の鎧を神に捧げるロームルス（ドミニク・アングル画）

ロームルスはレギオーを率いて戦争に赴き、ローマに攻め入ってきた諸国軍を悉く打ち破った。主力であったカエニナ王国の王アークロンは戦場で討ち死にし、ロームルスはアークロン王が身に着けていた鎧を戦勝物（スポリア・オピーマ）として、主神ラティーヌスに捧げたと伝えられている。ロームルスは同胞であるカエニナ王国に寛大に接し、彼ら全てをローマ王国の民として取り込んだ。続いてアンテムナエとクルストゥメリウスもローマに破られ、併合された。
やがて様子を見ていたクレースの王ティトゥス・タティウスに率いられた軍勢がローマとの戦いに参加した。タティウスはローマの一角を占めるカピトリヌス丘への攻撃を行った。丘の守備隊はクレス軍の攻撃を退けたが、タティウスは指揮官の娘タルペーイアを篭絡して開城させた。タルペーイアはタティウスから協力すれば礼として「兵士達が身につけているもの」を渡すと言われ、これを兵士達が身に着けている金の腕輪と考えていた。しかし兵士達は腕輪ではなく盾をタルペーイアに投げつけ、彼女は盾に押し潰されて死んだ。
タティウスの策謀でカピトリーヌス砦を奪われたロームルスは主力軍を引き返し、両軍は都市中心部の大広場で激突した。戦いでは最初ローマ軍が不利を強いられ、ロームルスは父祖ラティーヌス神に勝利を祈ったと伝えられている。翌日、ローマ軍が反撃に転じて戦局は逆転、敗れたクレス軍はローマから敗走していった。直ちにローマ軍はクレス軍への追撃を開始したが、そこに連れ去られていた住民の内、サビーニー系の人々がロームルスにサビーニーの国々に寛大な処置を行うように嘆願したという。
ロームルスはクレース王ティトゥス・タティウスを共同王に迎え、サビーニー人の有力貴族に元老院議席を与える事を対案にサビーニー全土を併合した。

### 突然の死
伝承はロームルスが突如として豪雨の中にその姿を隠した事で終わりを告げる。誰かに暗殺されたのではないかとする者もいれば、神として天に戻ったのだとする者もいたという。
歴史家リウィウスは以下のように書き残している。

人々はロームルス王の死を嘆き悲しみ、何人かの貴族は王を神として神殿に祭るべきだと主張した。王の葬儀に参列した貴族や民衆は口々にこれに賛同した。僅かな王の敵対者は元老院と王が不仲であった事との関係を噂したが、王に対する民衆や貴族の尊敬に変わる所はなかった。民衆は次第に元老院を憎んで、強権的な王であったロームルスを疎んで殺したのだと噂するようになった。これに対して元老議員ユリウス・プロクルス（ユリウス氏族の祖先とされる）は元老院で演説を行った。「ロームルス陛下は神となられた。…我々の父にして王たる人物は昨夜、私の枕元に現れた。畏怖と敬意を抱いた私は王にその御顔を拝見する事を乞い、王はこれを許された。王は私にローマの繁栄を民に託すと述べられると、神として天に昇られたのだ」

リウィウスはロームルスは暗殺された可能性が高いと見ており、ユリウス・プロクルスは神格化を行う事で罪の追及を免れようとしたのだと推測している。共和制末期の政治家キケローはプロクルスは貴族ではなく一介の平民で、貴族たちに押されてロームルスの夢を見たと証言したという説を主張した。またキケローのロームルス暗殺と神格化に関する論考は彼の著作によって広く知られる所となっている。
帝政期の歴史家カッシウス・ディオは前者二人より更に具体的にロームルスは暗殺されたと論じている。彼の著作『ローマ史』で冒頭に位置するロームルス王の評伝において以下のように述べられている。

ロームルスは元老院議員によって議場で暗殺された。ロームルスの身辺には警護兵が居たが、日食と豪雨によって暗殺は巧妙に隠蔽された。ユリウス・プロクルスはロームルスを神格化する一方で新しい王選びに奔走した。王をラテン貴族から選ぶか、元老院で第二勢力となっていたサビニ貴族から選ぶかは難しい問題だった。結局、ヌマが即位するまでの間は実質的に元老院が統治を代行した。

元老院によってロームルスはクゥイリーヌス神の化身であり、俗世での目的を果たして天に帰ったものとされた。

## 文献情報
- 「史料翻訳ローマ共和制偉人伝」松原俊文（訳）（地中海研究所紀要2006.03）邦訳解題